# Lait frit
Le lait frit ou la leche frita est un dessert sucré à base de farine cuite avec du lait et du sucre. Quand elle a épaissi, on coupe la masse qui en résulte en portions qui sont frites. Elle est consommée généralement en dessert, saupoudrée de sucre glace et de cannelle. C'est une recette typique de la région de Castille-et-León (Espagne).

## Histoire
Bien que diverses régions prétendent avoir inventé le plat, l'origine de la recette est incertaine, mais on considère communément qu'elle est née dans la province de Palencia d'où elle s'est répandue dans tout le pays. 

## Préparation

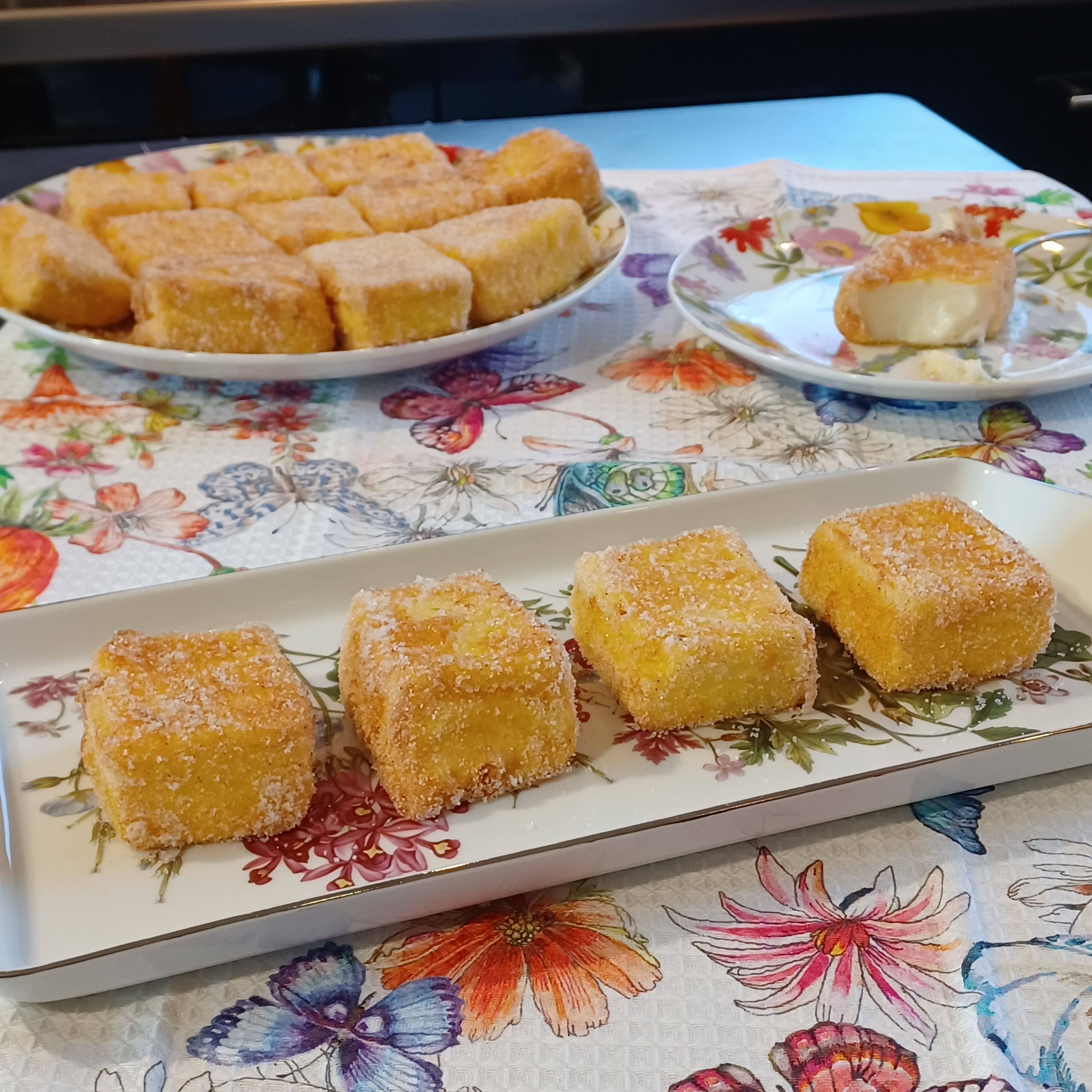
Des gâteaux sur des assiettes.

L'élaboration de la leche frita restant encore traditionnellement artisanale, il existe beaucoup de variantes tant dans la recette que dans la forme de préparation et sa présentation finale. Toutes ont en commun la cuisson du lait avec du sucre, un bâton de cannelle et, éventuellement, de l'écorce de citron. Dans un bol, on mélange du sucre, de la farine et du jaune d'œuf, en incorporant ensuite le lait tempéré pour bien mélanger. On cuit ensuite à feu doux. On obtient ainsi une masse épaisse que l'on met dans un plat beurré, d'une épaisseur de 1 à 2 cm. On laisse refroidir pour ensuite la couper en égales portions aplaties, rectangulaires ou ovales. On badigeonne celles-ci avec de la farine et de l'œuf battu puis elles sont frites. Elles seront servies saupoudrées avec du sucre glace et de la cannelle.